# Anonymous (csoport)
Az Anonymous egy hackercsoport. A csoport tagjai Guy Fawkes álarcot használnak, ami a csoport jelképe.

## Hamis Anonymous operációs rendszer
2012-ben ismeretlen személyek feltöltötték az Ubuntu alapú, Anonymous-OS-t (más néven Cherimoya Linux-ot), a SourceForge-ra, azt színlelve, hogy az Ubuntu alapú operációs rendszernek köze lenne az Anonymous csoporthoz.
Nem sokkal később az Anonymous csoport közölte Twitteren, hogy a rendszer hamis, semmi köze nincs hozzájuk, méghozzá vírusokkal van tele. Több mint 20 ezren töltötték le az operációs rendszert, majd a SourceForge leszedte.

## Az álarc

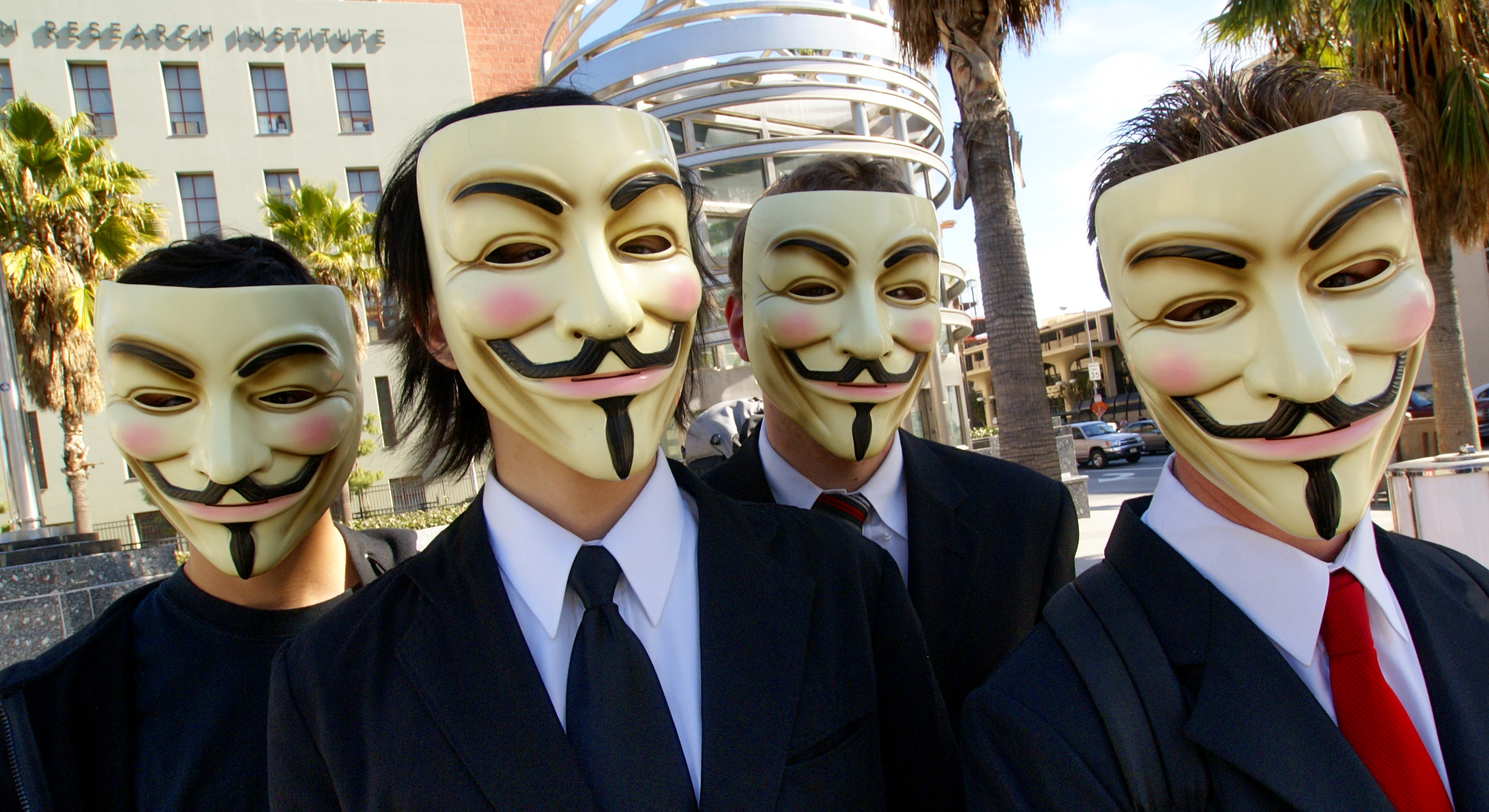
A Guy Fawkes álarc

A Guy Fawkes álarc a V mint vérbosszú című filmből jött ötlet.

## Támadások
- Az első akcióra 2006-ban a Habbo nevű közösségi hálózat ellen került sor.
- A szcientológia egyház szerverei ellen.
- A Sony PSN ellen.
- A Zetta drogkartell ellen (néhány hackert túszul ejtettek, de kiszabadultak).
- A WikiLeaks alapítójának (Julian Assange) letartóztatása miatt az Anonymous több órára lebénította a pénzügyi szervek weboldalait.
- 2011 augusztusában a csoport nevében a YouTube-on akciót hirdettek a Facebook ellen. De ettől ők elhatárolódtak és közzétették az állítólagos felelős nevét és címét.
- 2011 nyarán leállították a Kino.to nevű streamelő szolgáltatást - válaszul az Anonymous megtámadta a német jogvédő hivatal weboldalát.
- Az Anonymous beleszólt a politikába is. Februárban a szíriai elnök, Bassár el-Aszad és további 7-8 kormánytag e-mail fiókját feltörték. A csapat Pastebin-en közzétette a jelszavakat. (pl. 12345 jelszó)
- A csoport 2011 októberében sikeresen lekapcsolta a világ legnagyobb gyerekpornó-hálózatát.
- 2011-ben a szélsőjobbos aktivisták ellen fordultak. A náci témájú weboldalak és online boltok közzétevőjét összegyűjtötték és publikálták a nazi-leaks.net-en.
- 2012-ben az FBI és a Scotland Yard egy zárt konferenciát tartott. A téma: hogyan lehetne az Anonymoust megsemmisíteni? A projektbe baki csúszott: a hackerek lehallgatták a hívást és feltöltötték a YouTube-ra.
- 2015 januárjában a francia Charlie Hebdo hetilap ellen elkövetett terroristatámadás után háborút hirdettek az Iszlám Állam és az Al-Káida ellen. Először egy dzsihádista oldalt tettek elérhetetlenné néhány órára.
- A 2022-es orosz inváziót követően kiberháborút indítottak Oroszország ellen, megtámadták az állami hírcsatorna, az RT és az Orosz Védelmi Minisztérium weboldalát,[1][2] majd utóbbi adatbázisát ki is szivárogtatták.[3]
- 2022 márciusában az Orosz Föderáció Központi Bankjának fájljait szivárogtatták ki, amit bárki letölthet.[4]